# Florestán Aguilar
Florestán Aguilar y Rodríguez (La Habana, 28 de agosto de 1872-Madrid, 28 de noviembre de 1934) fue un odontólogo y médico español, conocido por su influencia en el desarrollo de la odontología en España y su relación con la Casa Real española, quien le concedió el título de vizconde de Casa Aguilar en 1928.

## Biografía
Nacido en La Habana (Cuba), Aguilar se trasladó a España a una edad temprana. Realizó sus estudios de odontología en el Dental College de Filadelfia (Estados Unidos), donde con 18 años obtuvo el título de cirujano dental y el grado de doctor tras defender su tesis The Dental Uses of Nitrous Oxyde (Los usos dentales del óxido nitroso). Regresó a España y comenzó su carrera profesional en Cádiz, para posteriormente establecerse en Madrid en 1890. En esta ciudad se convirtió en ayudante del odontólogo estadounidense Harry Highlands, quien era el dentista de la reina María Cristina de Habsburgo-Lorena.
En 1900, fue fundamental en la creación de la primera Escuela de Odontología española en la Facultad de Medicina de Madrid. Fue nombrado profesor interino en 1900 y catedrático en 1904. Inició a continuación los estudios de medicina, licenciándose en 1911 en la Universidad de Santiago de Compostela y doctorándose en la Universidad de Madrid en 1914 con una tesis titulada Prótesis de los maxilares. Además, fundó y presidió la Sociedad Odontológica Española y la Federación Odontológica Española, convirtiéndose en referente de la investigación odontológica española.
A partir de 1914, se convierte en dentista de la Casa Real. Tras su nombramiento en 1921 como director de la Escuela de Odontología, fue criticado por otros odontólogos por el control que desplegaba sobre las sociedades científicas, numerosas clínicas dentales y la influencia que ejercía desde la revista La Odontología, que había fundado en 1892. Rivalizó en esta época con el estomatólogo Bernardino Landete Aragó, quien le acusó de haber abandonado su actividad de cátedra desde la revista La Odontología Clínica, vinculada a Landete.

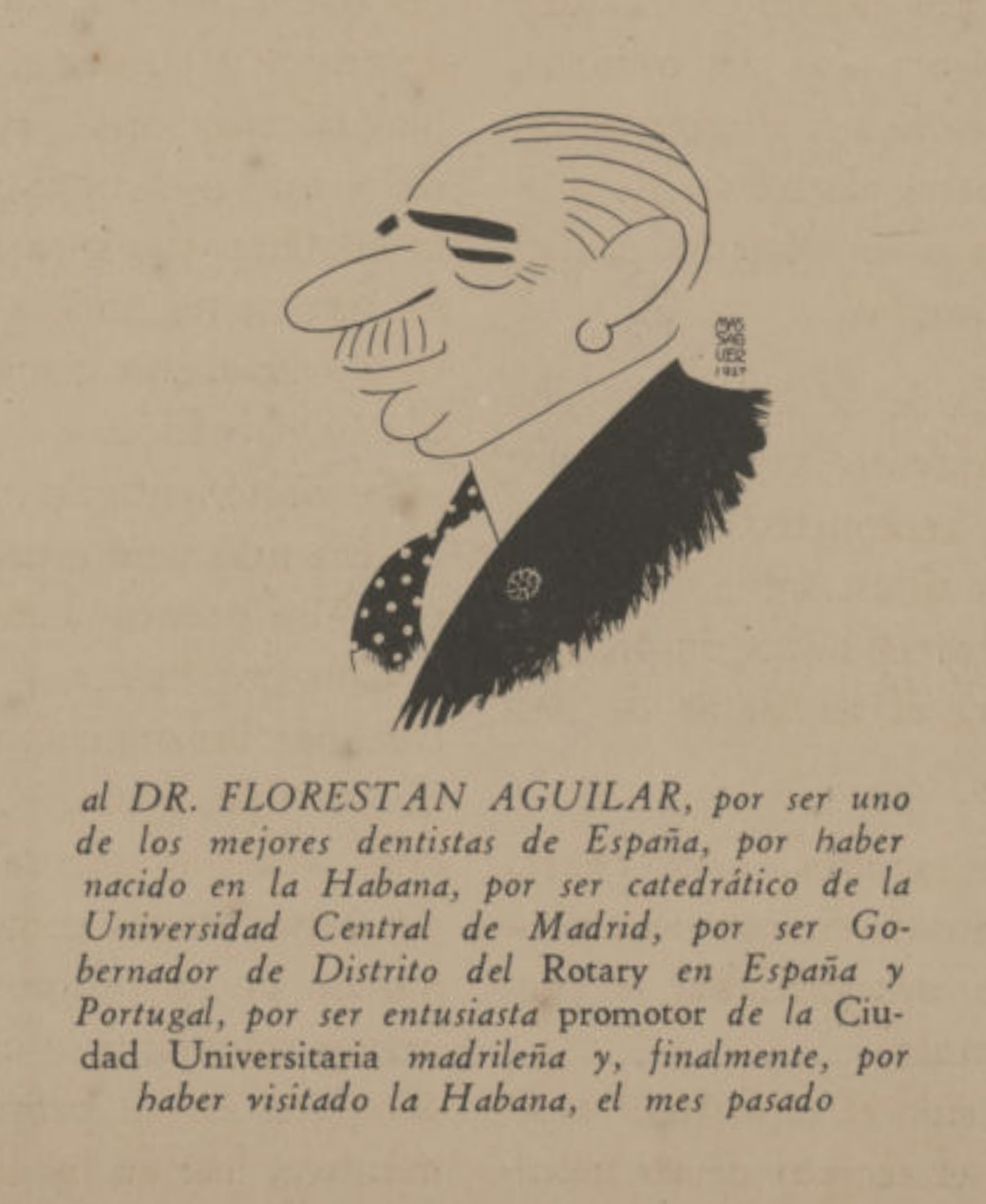
Caricaturizado por Massaguer en la revista cubana Social (1928)

Se involucró de lleno en el proyecto de construcción de la Ciudad Universitaria de Madrid, convirtiéndose en asesor personal de Alfonso XIII para tal fin. Como secretario de la Junta de Construcción, viajó por numerosas capitales europeas y de Estados Unidos para visitar otras ciudades universitarias ya edificadas o en ejecución. Por su dedicación a este proyecto, Alfonso XIII le concedió el título de vizconde de Casa Aguilar en 1928.
Con la proclamación de la Segunda República, fue desposeído de todos sus cargos salvo el de catedrático. Padecía por entonces una enfermedad en la vista.
Ingresó como miembro de la Real Academia Nacional de Medicina el 7 de junio de 1933, con un discurso de ingreso titulado "Origen castellano del prognatismo en las dinastías que reinaron en Europa". No pudo leerlo por sí mismo, ya que padecía ceguera. Falleció en Madrid en 1934.

## Obras
- Tratado teórico-práctico de coronas y puentes dentales (Madrid, 1900)
- Técnica de la obturación de los dientes (Madrid, 1908), traducción del original de Charles Nelson Johnson
- Tratado teórico y práctico de coronas y puentes dentales (Madrid, 1909), traducción del original de George A. Roussel